# Lampanyctus australis
Lampanyctus australis és una espècie de peix de la família dels mictòfids i de l'ordre dels mictofiformes.

## Morfologia
- Els mascles poden assolir 13,1 cm de longitud total.[2][3]

## Depredadors
És depredat per Trachurus capensis, Lepidorhynchus denticulatus (a Austràlia), Macruronus novaezelandiae (Austràlia), Genypterus capensis i Pterodroma incerta.

## Hàbitat
És un peix marí i d'aigües fondes.

## Distribució geogràfica
Es troba a tota la Terra entre 33°S i 44°S.